# 比利时统计局
比利时统计局（Statbel），法定名称为统计总局（荷蘭語：Algemene Directie Statistiek），曾用名国家统计研究所（荷蘭語：Nationaal Instituut voor de Statistiek）与统计和经济信息总局（荷蘭語：Algemene Directie Statistiek en Economische Informatie），是比利时的统计机构，隶属于比利时经济部。